# دوري الدرجة الأولى الروماني 1951
دوري الدرجة الأولى الروماني 1951 (بالرومانية: Divizia A 1951)‏ هو الموسم 34 من  دوري الدرجة الأولى الروماني. أقيم خلال الفترة 25 مارس 1951 وحتى 4 نوفمبر 1951، وأشرف على تنظيمه اتحاد رومانيا لكرة القدم، وكان عدد الأندية المشاركة فيه  12، وفاز فيه نادي ستيوا بوخارست بعد أن لعب 22 مباراة وفاز بـ 13 منها.

## نتائج الموسم
| المركز | فريق               | لعب | ف  | ت | خ | له | عليه | ف.أ | نقاط | ملاحظة |
| ------ | ------------------ | --- | -- | - | - | -- | ---- | --- | ---- | ------ |
| 1      | نادي ستيوا بوخارست | 22  | 13 | 6 | 3 | 43 | 19   | +24 |      |        |